# Robinson Hotel
El Robinson Hotel  es un hotel histórico ubicado en Julian, California. El Robinson Hotel se encuentra inscrito  en el Registro Nacional de Lugares Históricos desde el 23 de junio de 1978. 

## Ubicación
El Robinson Hotel se encuentra dentro del condado de San Diego en las coordenadas 33°04′40″N 116°36′01″O / 33.077778, -116.600278.